# Kosmos 2131
Kosmos 2131, sovjetski komunikacijski satelit iz programa Kosmos. Vrste je Strijela-1M.
Lansiran je 12. veljače 1991. godine u 02:44 s kozmodroma Pljesecka, s mjesta 133/3. Lansiran je u nisku orbitu oko planeta Zemlje raketom nosačem Kosmos-3M 11K65M. Orbita mu je 1388 km u perigeju i 1468 km u apogeju. Orbitnog nagiba je 74,03°. Spacetrackov kataloški broj je 21106. COSPARova oznaka je 1991-009G. Zemlju obilazi u 114,39 minuta. Mase je 40 kg.
U istoj misiji poslano je još 7 satelita vrste Strijela-1M, a još je neki dijelovi (S3M, ostatci Kosmos R-14) ostali su kružiti u niskoj orbiti.

## Vanjske poveznice
- N2YO.com Search Satellite Database (engl.)
- Celes Trak SATCAT Format Documentation (engl.)
- Kunstman  Arhivirana inačica izvorne stranice od 12. kolovoza 2019. (Wayback Machine) Satellites in Orbit (engl.)